# Алексеев, Евгений Георгиевич
Евгений Георгиевич Алексеев (род. 23 июня 1947, Боровичи, Новгородская область) — член Совета Федерации от Собрания депутатов Ненецкого автономного округа (2014—2018).

## Биография
Окончил Ленинградский электротехнический институт связи имени профессора М. А. Бонч-Бруевича по специальности «многоканальная электрическая связь» (1979), Ленинградскую высшую партийную школу по специальности «высшее партийно-политическое образование» (1985).
Трудовую деятельность начал в 1964 году в Боровичском пассажирском автохозяйстве. Проходил службу в Вооруженных Силах СССР с 1966 года по 1968 год.
С 1968 года по 1973 год работал в Боровичском эксплуатационно-техническом узле связи. Затем по 1978 год работал в должности главного инженера Управления коммунального хозяйства Боровичского исполкома городского Совета депутатов трудящихся.
С 1978 года начал работать в Нарьян-Марском эксплуатационно-техническом узле связи.
С 1980 года по 1985 год занимал должность заместителя председателя Нарьян-Марского горисполкома, затем с 1985 по 1990 год работал на должности председателя Нарьян-Марского горисполкома.
С апреля 1990 по декабрь 1992 года являлся председателем Ненецкого окрисполкома.
С 1992 года по 2007 год работал на руководящих постах в Нарьян-Марском узле связи Архангельского филиала ОАО «Северо-Западный телеком».
С 2007 года по 2008 год руководил Управлением государственного имущества Ненецкого автономного округа.
С 2008 по 2009 год и с 26 февраля 2014 года занимал пост первого заместителя главы Администрации Ненецкого автономного округа.
В сентябре 2014 года избран депутатом Собрания депутатов Ненецкого автономного округа 27-го созыва.
7 ноября 2014 года наделён полномочиями члена Совета Федерации Федерального Собрания Российской Федерации — представителя от Собрания депутатов Ненецкого автономного округа. Полномочия подтверждены 10 ноября 2014 года, срок окончания полномочий: сентябрь 2019 года. Член Комитета Совета Федерации по федеративному устройству, региональной политике, местному самоуправлению и делам Севера.

## Награды
Награждён государственными и ведомственными наградами: в 1988 году награждён медалью «Ветеран труда», в 2000 году удостоен звания «Мастер связи».